# Ministro de Finanzas (Japón)

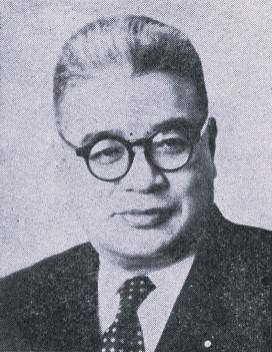
Hidei Bo, miembro del ministro de finanzas.

El Ministro de Finanzas (財務大臣 Zaimu Daijin?) es el miembro del Gabinete de Japón que está al frente del Ministerio de Finanzas. Históricamente, este cargo ha sido considerado el más poderoso de Japón y uno de los más poderosos del mundo, porque Japón ha tenido las mayores reservas internacionales.
El nombre del cargo ha variado a lo largo de los años.

## Ōkurakyō (大蔵卿)
| N.º | Nombre              | Inicio del cargo                                   | Fin del cargo                                      | Origen          |
| --- | ------------------- | -------------------------------------------------- | -------------------------------------------------- | --------------- |
| 1   | Shungaku Matsudaira | 11 de hazuki de Meiji 2 (16 de septiembre de 1869) | 24 de hazuki de Meiji 2 (29 de septiembre de 1869) | Dominio Fukui   |
| 2   | Munenari Date       | 12 de nagatsuki de Meiji 2 (16 de octubre de 1869) | 27 de uzuki de Meiji 4 (14 de junio de 1871）      | Dominio Uwajima |
| 3   | Toshimichi Ōkubo    | 27 de minazuki de Meiji 4 (13 de agosto de 1871)   | 12 de octubre de 1873                              | Dominio Satsuma |
| 4   | Shigenobu Ōkuma     | 25 de octubre de 1873                              | 28 de febrero de 1880                              | Dominio Hizen   |
| 5   | Tsunetami Sano      | 28 de febrero de 1880                              | 21 de octubre de 1881                              | Dominio Hizen   |
| 6   | Masayoshi Matsukata | 21 de octubre de 1881                              | 22 de diciembre de 1885                            | Dominio Satsuma |

## Ōkura daijin (大蔵大臣) bajo la Constitución de Meiji
Estos son los Ministros de Finanzas que han ejercido su cargo durante el tiempo en que estuvo vigente la Constitución de Meiji, entre 1885 y 1947.
| N.º | Nombre              | Gabinete                                                                            | Inicio del cargo         | Fin del cargo            | Origen                                              |
| --- | ------------------- | ----------------------------------------------------------------------------------- | ------------------------ | ------------------------ | --------------------------------------------------- |
| 1   | Masayoshi Matsukata | I Gabinete de Itō Gabinete de Kuroda I Gabinete de Yamagata I Gabinete de Matsukata | 22 de diciembre de 1885  | 8 de agosto de 1892      | Dominio Satsuma                                     |
| 2   | Kunitake Watanabe   | II Gabinete de Itō                                                                  | 8 de agosto de 1892      | 17 de marzo de 1896      | Dominio Satsuma                                     |
| 3   | Masayoshi Matsukata | II Gabinete de Itō                                                                  | 17 de marzo de 1896      | 27 de agosto de 1896     | Dominio Satsuma                                     |
| 4   | Kunitake Watanabe   | II Gabinete de Itō                                                                  | 27 de agosto de 1896     | 18 de septiembre de 1896 | Dominio Satsuma                                     |
| 5   | Masayoshi Matsukata | II Gabinete de Matsukata                                                            | 18 de septiembre de 1896 | 12 de enero de 1898      | Dominio Satsuma                                     |
| 6   | Kaoru Inoue         | III Gabinete de Itō                                                                 | 12 de enero de 1898      | 30 de junio de 1898      | Dominio Chōshū                                      |
| 7   | Masahisa Matsuda    | I Gabinete de Ōkuma                                                                 | 30 de junio de 1898      | 8 de noviembre de 1898   | Kenseitō                                            |
| 8   | Masayoshi Matsukata | II Gabinete de Yamagata                                                             | 8 de noviembre de 1898   | 19 de octubre de 1900    | Dominio Satsuma                                     |
| 9   | Kunitake Watanabe   | IV Gabinete de Itō                                                                  | 19 de octubre de 1900    | 14 de mayo de 1901       | Rikken Seiyūkai                                     |
| 10  | Kinmochi Saionji    | IV Gabinete de Itō                                                                  | 14 de mayo de 1901       | 2 de junio de 1901       | Rikken Seiyūkai                                     |
| 11  | Arasuke Sone        | I Gabinete de Katsura                                                               | 2 de junio de 1901       | 7 de enero de 1906       | Dominio Chōshū                                      |
| 12  | Yoshio Sakatani     | I Gabinete de Saionji                                                               | 7 de enero de 1906       | 14 de enero de 1908      | Ministerio de Finanzas                              |
| 13  | Masahisa Matsuda    | I Gabinete de Saionji                                                               | 14 de enero de 1908      | 14 de julio de 1908      | Seiyūkai                                            |
| 14  | Tarō Katsura        | II Gabinete de Katsura                                                              | 14 de julio de 1908      | 30 de agosto de 1911     | Dominio Chōshū                                      |
| 15  | Tatsuo Yamamoto     | II Gabinete de Saionji                                                              | 30 de agosto de 1911     | 21 de diciembre de 1912  | Banco de Japón                                      |
| 16  | Reijirō Wakatsuki   | III Gabinete de Katsura                                                             | 21 de diciembre de 1912  | 20 de febrero de 1913    | Ministerio de Finanzas                              |
| 17  | Korekiyo Takahashi  | I Gabinete de Yamamoto                                                              | 20 de febrero de 1913    | 16 de abril de 1914      | Seiyūkai                                            |
| 18  | Reijirō Wakatsuki   | II Gabinete de Ōkuma                                                                | 16 de abril de 1914      | 10 de agosto de 1915     | Partido del Té de la Cámara de los Pares            |
| 19  | Tokitoshi Taketomi  | II Gabinete de Ōkuma                                                                | 10 de agosto de 1915     | 9 de octubre de 1916     | Rikken Dōshikai                                     |
| 20  | Masatake Terauchi   | Gabinete de Terauchi                                                                | 9 de octubre de 1916     | 16 de diciembre de 1916  | Dominio Chōshū                                      |
| 21  | Kazue Shōda         | Gabinete de Terauchi                                                                | 16 de diciembre de 1916  | 29 de septiembre de 1918 | Sociedad de Investigación de la Cámara de los Pares |
| 22  | Korekiyo Takahashi  | Gabinete de Hara Gabinete de Takahashi                                              | 29 de septiembre de 1918 | 12 de junio de 1922      | Seiyūkai                                            |
| 23  | Otohiko Ichiki      | Gabinete de Tomozaburō Katō                                                         | 12 de junio de 1922      | 2 de septiembre de 1923  | Presidente del Banco de Japón                       |
| 24  | Junnosuke Inoue     | II Gabinete de Yamamoto                                                             | 2 de septiembre de 1923  | 7 de enero de 1924       | Presidente del Banco de Japón                       |
| 25  | Kazue Shōda         | Gabinete de Kiyoura                                                                 | 7 de enero de 1924       | 11 de junio de 1924      | Sociedad de Investigación de la Cámara de los Pares |
| 26  | Osachi Hamaguchi    | Gabinete de Takaaki Katō I Gabinete de Wakatsuki                                    | 11 de junio de 1924      | 3 de junio de 1925       | Kenseikai                                           |
| 27  | Seiji Hayami        | I Gabinete de Wakatsuki                                                             | 3 de junio de 1925       | 19 de septiembre de 1925 | Kenseikai                                           |
| 28  | Naoharu Kataoka     | I Gabinete de Wakatsuki                                                             | 19 de septiembre de 1925 | 20 de abril de 1927      | Kenseikai                                           |
| 29  | Korekiyo Takahashi  | Gabinete de Giichi Tanaka                                                           | 20 de abril de 1927      | 2 de junio de 1927       | Seiyūkai                                            |
| 30  | Chūzō Mitsuchi      | Gabinete de Giichi Tanaka                                                           | 2 de junio de 1927       | 2 de julio de 1929       | Seiyūkai                                            |
| 31  | Junnosuke Inoue     | Gabinete de Hamaguchi II Gabinete de Wakatsuki                                      | 2 de julio de 1929       | 13 de diciembre de 1931  | Rikken Minseitō                                     |
| 32  | Korekiyo Takahashi  | Gabinete de Inukai Gabinete de Saitō                                                | 13 de diciembre de 1931  | 8 de julio de 1934       | Seiyūkai                                            |
| 33  | Sadanobu Fujii      | Gabinete de Okada                                                                   | 8 de julio de 1934       | 27 de noviembre de 1934  | Viceministro de Finanzas                            |
| 34  | Korekiyo Takahashi  | Gabinete de Okada                                                                   | 27 de noviembre de 1934  | 27 de febrero de 1936    | Seiyūkai                                            |
| 35  | Chūji Machida       | Gabinete de Okada                                                                   | 27 de febrero de 1936    | 9 de marzo de 1936       | Minseitō                                            |
| 36  | Eiichi Baba         | Gabinete de Hirota                                                                  | 9 de marzo de 1936       | 2 de febrero de 1937     | Presidente del Banco Hipotecario                    |
| 37  | Toyotarō Yūki       | Gabinete de Hayashi                                                                 | 2 de febrero de 1937     | 4 de junio de 1937       | Ministerio de Finanzas                              |
| 38  | Okinori Kaya        | I Gabinete de Konoe                                                                 | 4 de junio de 1937       | 26 de mayo de 1938       | Viceministro de Finanzas                            |
| 39  | Shigeaki Ikeda      | I Gabinete de Konoe                                                                 | 26 de mayo de 1938       | 5 de enero de 1939       | Ministerio de Finanzas                              |
| 40  | Sōtarō Ishiwata     | Gabinete de Hiranuma                                                                | 5 de enero de 1939       | 30 de agosto de 1939     | Viceministro de Finanzas                            |
| 41  | Kazuo Aoki          | Gabinete de Abe                                                                     | 30 de agosto de 1939     | 16 de enero de 1940      | Director de Oficina del Ministerio de Finanzas      |
| 42  | Yukio Sakurauchi    | Gabinete de Yonai                                                                   | 16 de enero de 1940      | 22 de julio de 1940      | Minseitō                                            |
| 43  | Isao Kawada         | II Gabinete de Konoe                                                                | 22 de julio de 1940      | 18 de julio de 1941      | Viceministro de Finanzas                            |
| 44  | Masatsune Ogura     | III Gabinete de Konoe                                                               | 18 de julio de 1941      | 18 de octubre de 1941    | Ministerio de Finanzas                              |
| 45  | Okinori Kaya        | Gabinete de Tōjō                                                                    | 18 de octubre de 1941    | 19 de febrero de 1944    | Ministerio de Finanzas                              |
| 46  | Sōtarō Ishiwata     | Gabinete de Tōjō Gabinete de Koiso                                                  | 19 de febrero de 1944    | 21 de febrero de 1945    | Ministerio de Finanzas                              |
| 47  | Juichi Tsushima     | Gabinete de Koiso                                                                   | 21 de febrero de 1945    | 7 de abril de 1945       | Viceministro de Finanzas                            |
| 48  | Yosaku Hirose       | Gabinete de Kantarō Suzuki                                                          | 7 de abril de 1945       | 17 de agosto de 1945     | Viceministro de Finanzas                            |
| 49  | Juichi Tsushima     | Gabinete del Príncipe Higashikuni                                                   | 17 de agosto de 1945     | 9 de octubre de 1945     | Exministro de Finanzas                              |
| 50  | Keizō Shibusawa     | Gabinete de Shidehara                                                               | 9 de octubre de 1945     | 22 de mayo de 1946       | Ministerio de Finanzas                              |
| 51  | Tanzan Ishibashi    | I Gabinete de Yoshida                                                               | 22 de mayo de 1946       | 24 de mayo de 1947       | Ministerio de Finanzas                              |

## Ōkura daijin (大蔵大臣) bajo la nueva Constitución de Japón
Estos son los Ministros de Finanzas que han ejercido su cargo desde la redacción de la Constitución de 1947 hasta el año 2001, cuando cambió el nombre del cargo.
| N.º | Nombre             | Gabinete | Inicio del cargo        | Fin del cargo           | Origen                                                     |
| --- | ------------------ | --- | ----------------------- | ----------------------- | ---------------------------------------------------------- |
| 52  | Tetsu Katayama     | Gabinete de Katayama | 24 de mayo de 1947      | 1 de junio de 1947      | Partido Socialista de Japón                                |
| 53  | Shōtarō Yano       | Gabinete de Katayama | 1 de junio de 1947      | 25 de junio de 1947     |                                                            |
| 54  | Takeo Kurusu       | Gabinete de Katayama | 25 de junio de 1947     | 10 de marzo de 1948     | Ryokufūkai                                                 |
| 55  | Tokutarō Kitamura  | Gabinete de Ashida | 10 de marzo de 1948     | 15 de octubre de 1948   | Partido Democrático de Japón                               |
| 56  | Shigeru Yoshida    | II Gabinete de Yoshida | 15 de octubre de 1948   | 19 de octubre de 1948   | Partido Democrático Liberal                                |
| 57  | Sanroku Izumiyama  | II Gabinete de Yoshida | 19 de octubre de 1948   | 14 de diciembre de 1948 | Partido Democrático Liberal                                |
| 58  | Shinzō Ōya         | II Gabinete de Yoshida | 14 de diciembre de 1948 | 16 de febrero de 1949   |                                                            |
| 59  | Hayato Ikeda       | III Gabinete de Yoshida III Gabinete de Yoshida, I reconstrucción III Gabinete de Yoshida, II reconstrucción III Gabinete de Yoshida, III reconstrucción               | 16 de febrero de 1949   | 30 de octubre de 1952   | Partido Democrático Liberal→Partido Liberal                |
| 60  | Tadaharu Mukai     | IV Gabinete de Yoshida | 30 de octubre de 1952   | 21 de mayo de 1953      | Civil                                                      |
| 61  | Sankurō Ogasawara  | V Gabinete de Yoshida | 21 de mayo de 1953      | 10 de diciembre de 1954 | Partido Liberal                                            |
| 62  | Hisato Ichimada    | I Gabinete de Hatoyama II Gabinete de Hatoyama III Gabinete de Hatoyama                                                                                                | 10 de diciembre de 1954 | 23 de diciembre de 1956 | Partido Democrático de Japón → Partido Liberal Democrático |
| 63  | Hayato Ikeda       | Gabinete de Ishibashi I Gabinete de Kishi | 23 de diciembre de 1956 | 10 de julio de 1957     | Partido Liberal Democrático                                |
| 64  | Hisato Ichimada    | I Gabinete de Kishi, reconstruido | 10 de julio de 1957     | 12 de junio de 1958     | Partido Liberal Democrático                                |
| 65  | Eisaku Satō        | II Gabinete de Kishi II Gabinete de Kishi, reconstruido | 12 de junio de 1958     | 19 de julio de 1960     | Partido Liberal Democrático                                |
| 66  | Mikio Mizuta       | I Gabinete de Ikeda II Gabinete de Ikeda II Gabinete de Ikeda, I reconstrucción                                                                                        | 19 de julio de 1960     | 18 de julio de 1963     | Partido Liberal Democrático                                |
| 67  | Kakuei Tanaka      | II Gabinete de Ikeda, II reconstrucción II Gabinete de Ikeda, III reconstrucción III Gabinete de Ikeda I Gabinete de Satō                                              | 18 de julio de 1963     | 3 de junio de 1965      | Partido Liberal Democrático                                |
| 68  | Takeo Fukuda       | I Gabinete de Satō, I reconstrucción I Gabinete de Satō, II reconstrucción                                                                                             | 3 de junio de 1965      | 3 de diciembre de 1966  | Partido Liberal Democrático                                |
| 69  | Mikio Mizuta       | I Gabinete de Satō, III reconstrucción II Gabinete de Satō II Gabinete de Satō, I reconstrucción                                                                       | 3 de diciembre de 1966  | 30 de noviembre de 1968 | Partido Liberal Democrático                                |
| 70  | Takeo Fukuda       | II Gabinete de Satō, II reconstrucción III Gabinete de Satō | 30 de noviembre de 1968 | 5 de julio de 1971      | Partido Liberal Democrático                                |
| 71  | Mikio Mizuta       | III Gabinete de Satō, reconstruido | 5 de julio de 1971      | 7 de julio de 1972      | Partido Liberal Democrático                                |
| 72  | Kōshirō Ueki       | I Gabinete de Kakuei Tanaka | 7 de julio de 1972      | 22 de diciembre de 1972 | Partido Liberal Democrático                                |
| 73  | Kiichi Aichi       | II Gabinete de Kakuei Tanaka | 22 de diciembre de 1972 | 23 de noviembre de 1973 | Partido Liberal Democrático                                |
| 74  | Kakuei Tanaka      | II Gabinete de Kakuei Tanaka | 23 de noviembre de 1973 | 25 de noviembre de 1973 | Partido Liberal Democrático                                |
| 75  | Takeo Fukuda       | II Gabinete de Kakuei Tanaka, I reconstrucción | 25 de noviembre de 1973 | 16 de julio de 1974     | Partido Liberal Democrático                                |
| 76  | Masayoshi Ōhira    | II Gabinete de Kakuei Tanaka, I reconstrucción II Gabinete de Kakuei Tanaka, II reconstrucción Gabinete de Miki                                                        | 16 de julio de 1974     | 14 de diciembre de 1976 | Partido Liberal Democrático                                |
| 77  | Hideo Bō           | Gabinete de Takeo Fukuda | 14 de diciembre de 1976 | 28 de noviembre de 1977 | Partido Liberal Democrático                                |
| 78  | Tatsuo Murayama    | Gabinete de Takeo Fukuda, reconstruido | 28 de noviembre de 1977 | 7 de diciembre de 1978  | Partido Liberal Democrático                                |
| 79  | Ippei Kaneko       | I Gabinete de Ōhira | 7 de diciembre de 1978  | 9 de noviembre de 1979  | Partido Liberal Democrático                                |
| 80  | Noboru Takeshita   | II Gabinete de Ōhira | 9 de noviembre de 1979  | 17 de julio de 1980     | Partido Liberal Democrático                                |
| 81  | Michio Watanabe    | Gabinete de Zenkō Suzuki Gabinete de Zenkō Suzuki, reconstruido | 17 de julio de 1980     | 27 de noviembre de 1982 | Partido Liberal Democrático                                |
| 82  | Noboru Takeshita   | I Gabinete de Nakasone II Gabinete de Nakasone II Gabinete de Nakasone, I reconstrucción II Gabinete de Nakasone, II reconstrucción                                    | 27 de noviembre de 1982 | 22 de julio de 1986     | Partido Liberal Democrático                                |
| 83  | Kiichi Miyazawa    | III Gabinete de Nakasone Gabinete de Takeshita | 22 de julio de 1986     | 9 de diciembre de 1988  | Partido Liberal Democrático                                |
| 84  | Noboru Takeshita   | Gabinete de Takeshita | 9 de diciembre de 1988  | 24 de diciembre de 1988 | Partido Liberal Democrático                                |
| 85  | Tatsuo Murayama    | Gabinete de Takeshita, reconstruido Gabinete de Uno | 24 de diciembre de 1988 | 10 de agosto de 1989    | Partido Liberal Democrático                                |
| 86  | Ryūtarō Hashimoto  | I Gabinete de Kaifu II Gabinete de Kaifu II Gabinete de Kaifu, reconstruido                                                                                            | 10 de agosto de 1989    | 14 de octubre de 1991   | Partido Liberal Democrático                                |
| 87  | Toshiki Kaifu      | II Gabinete de Kaifu, reconstruido | 14 de octubre de 1991   | 5 de noviembre de 1991  | Partido Liberal Democrático                                |
| 88  | Tsutomu Hata       | Gabinete de Miyazawa | 5 de noviembre de 1991  | 12 de diciembre de 1992 | Partido Liberal Democrático                                |
| 89  | Yoshirō Hayashi    | Gabinete de Miyazawa, reconstruido | 12 de diciembre de 1992 | 9 de agosto de 1993     | Partido Liberal Democrático                                |
| 90  | Hirohisa Fujii     | Gabinete de Hosokawa Gabinete de Hata | 9 de agosto de 1993     | 30 de junio de 1994     | Partido de la Renovación                                   |
| 91  | Masayoshi Takemura | Gabinete de Murayama Gabinete de Murayama, reconstruido | 30 de junio de 1994     | 11 de enero de 1996     | Nuevo Partido Sakigake                                     |
| 92  | Wataru Kubo        | I Gabinete de Hashimoto | 11 de enero de 1996     | 7 de noviembre de 1996  | Partido Socialista Japonés                                 |
| 93  | Hiroshi Mitsuzuka  | II Gabinete de Hashimoto II Gabinete de Hashimoto, reconstruido | 7 de noviembre de 1996  | 28 de enero de 1998     | Partido Liberal Democrático                                |
| 94  | Ryūtarō Hashimoto  | II Gabinete de Hashimoto, reconstruido | 28 de enero de 1998     | 30 de enero de 1998     | Partido Liberal Democrático                                |
| 95  | Hikaru Matsunaga   | II Gabinete de Hashimoto, reconstruido | 30 de enero de 1998     | 30 de julio de 1998     | Partido Liberal Democrático                                |
| 96  | Kiichi Miyazawa    | Gabinete de Obuchi Gabinete de Obuchi, I reconstrucción Gabinete de Obuchi, II reconstrucción I Gabinete de Mori II Gabinete de Mori II Gabinete de Mori, reconstruido | 30 de julio de 1998     | 6 de enero de 2001      | Partido Liberal Democrático                                |

## Zaimu daijin (財務大臣)
Estos son los Ministros de Finanzas que han ejercido su cargo desde 2001, año en el que cambió el nombre del cargo.
| N.º | Nombre            | Gabinete                                                      | Inicio del cargo         | Fin del cargo            | Origen                       |
| --- | ----------------- | ------------------------------------------------------------- | ------------------------ | ------------------------ | ---------------------------- |
| 1   | Kiichi Miyazawa   | II Gabinete de Mori, reconstruido                             | 6 de enero de 2001       | 26 de abril de 2001      | Partido Liberal Democrático  |
| 2   | Masajūrō Shiokawa | I Gabinete de Koizumi I Gabinete de Koizumi, I reconstrucción | 26 de abril de 2001      | 22 de septiembre de 2003 | Partido Liberal Democrático  |
| 3   | Sadakazu Tanigaki | I Gabinete de Koizumi, II reconstrucción                      | 22 de septiembre de 2003 | 19 de noviembre de 2003  | Partido Liberal Democrático  |
| 4   | Sadakazu Tanigaki | II Gabinete de Koizumi II Gabinete de Koizumi, reconstruido   | 19 de noviembre de 2003  | 21 de septiembre de 2005 | Partido Liberal Democrático  |
| 5   | Sadakazu Tanigaki | III Gabinete de Koizumi III Gabinete de Koizumi, reconstruido | 21 de septiembre de 2005 | 26 de septiembre de 2006 | Partido Liberal Democrático  |
| 6   | Kōji Omi          | Gabinete de Abe                                               | 26 de septiembre de 2006 | 27 de agosto de 2007     | Partido Liberal Democrático  |
| 7   | Fukushirō Nukaga  | Gabinete de Abe, reconstruido                                 | 27 de agosto de 2007     | 26 de septiembre de 2007 | Partido Liberal Democrático  |
| 8   | Fukushirō Nukaga  | Gabinete de Yasuo Fukuda                                      | 26 de septiembre de 2007 | 2 de agosto de 2008      | Partido Liberal Democrático  |
| 9   | Bunmei Ibuki      | Gabinete de Yasuo Fukuda, reconstruido                        | 2 de agosto de 2008      | 24 de septiembre de 2008 | Partido Liberal Democrático  |
| 10  | Shōichi Nakagawa  | Gabinete de Asō                                               | 24 de septiembre de 2008 | 17 de febrero de 2009    | Partido Liberal Democrático  |
| 11  | Kaoru Yosano      | Gabinete de Asō                                               | 17 de febrero de 2009    | 16 de septiembre de 2009 | Partido Liberal Democrático  |
| 12  | Hirohisa Fujii    | Gabinete de Hatoyama                                          | 16 de septiembre de 2009 |                          | Partido Democrático de Japón |
| 13  | Naoto Kan         | Gabinete de Hatoyama                                          |                          |                          | Partido Democrático de Japón |
| 14  | Yoshihiko Noda    | Gabinete de Kan                                               |                          |                          | Partido Democrático de Japón |
| 15  | Jun Azumi         | Gabinete de Noda                                              |                          |                          | Partido Democrático de Japón |
| 16  | Kōriki Jōjima     | Gabinete de Noda                                              |                          |                          | Partido Democrático de Japón |
| 17  | Tarō Asō          | II Gabinete de Abe                                            |                          |                          | Partido Liberal Democrático  |
| 18  | Tarō Asō          | III Gabinete de Abe                                           |                          |                          | Partido Liberal Democrático  |
| 19  | Tarō Asō          | IV Gabinete de Abe                                            |                          |                          | Partido Liberal Democrático  |
| 20  | Tarō Asō          | Gabinete Suga                                                 |                          |                          | Partido Liberal Democrático  |
| 21  | Shun'ichi Suzuki  | I Gabinete Kishida                                            |                          |                          | Partido Liberal Democrático  |
| 22  | Shun'ichi Suzuki  | II Gabinete Kishida                                           |                          |                          | Partido Liberal Democrático  |
| 23  | Katsunobu Katō    | Gabinete Ishiba                                               |                          | actual ministro          | Partido Liberal Democrático  |

- Datos: Q6500849
- Multimedia: Ministers of Finance of Japan / Q6500849